# بين ويد (لاعب كرة قاعدة)
بين ويد (بالإنجليزية: Ben Wade)‏ هو لاعب كرة قاعدة أمريكي، ولد في 25 نوفمبر 1922 في مورهيد سيتي في الولايات المتحدة، وتوفي في 2 ديسمبر 2002 في لوس أنجلوس في الولايات المتحدة.

## وصلات خارجية
- بين ويد على موقع دوري كرة القاعدة الرئيسي (الإنجليزية)
- بين ويد على موقعبيزبول رفرنس.كوم (الدوري الرئيسي) (الإنجليزية)
- بين ويد على موقعبيزبول رفرنس.كوم (الدوري الثانوي) (الإنجليزية)